# Романовка (Романовский район)
Рома́новка (укр. Романівка) — село на Украине, основано в 1950 году, находится в Романовском районе Житомирской области.
Население по переписи 2001 года составляет 1284 человека. Почтовый индекс — 13043. Телефонный код — 4146. Занимает площадь 524,2 км².

## Адрес местного совета
13043, Житомирская область, Романовский р-н, с. Романовка, ул. Транзитная